# Giro di Lombardia 1955
Il Giro di Lombardia 1955, quarantanovesima edizione della corsa, fu disputata il 23 ottobre 1955, su un percorso totale di 222 km. Fu vinta dall'italiano Cleto Maule, giunto al traguardo con il tempo di 5h44'27" alla media di 38,670 km/h, precedendo Fred de Bruyne e Angelo Conterno.
Presero il via da Milano 116 ciclisti e 91 di essi portarono a termine la gara.

## Ordine d'arrivo (Top 10)
| Pos. | Corridore       | Squadra        | Tempo    |
| ---- | --------------- | -------------- | -------- |
| 1    | Cleto Maule     | Torpado-Ursus  | 5h44'27" |
| 2    | Fred De Bruyne  | Mercier-BP     | s.t.     |
| 3    | Angelo Conterno | Torpado-Ursus  | s.t.     |
| 4    | Antonio Uliana  | Leo-Chlorodont | s.t.     |
| 5    | René Privat     | Mercier-BP     | s.t.     |
| 6    | Franco Aureggi  | Legnano        | s.t.     |
| 7    | Remo Bartalini  | Frejus         | s.t.     |
| 8    | Danilo Barozzi  | Atala-Pirelli  | s.t.     |
| 9    | Walter Serena   | Leo-Chlorodont | s.t.     |
| 10   | Marcel Janssens | Elvé-Peugeot   | a 24"    |